# Вадим (паровоз)
«Вадим» — паровоз, изготовленный на заводе Стефенсона в Англии для Царскосельской железной дороги, на которую он прибыл в 1840 году. Паровоз отличался увеличенным до 7 футов (2134 мм) диаметром ведущих колёс для увеличения скорости и увеличенным до 151⁄2 дюймов (394 мм) диаметром цилиндров для увеличения мощности. Такие паровозы в России считались «императорскими» и использовались для поездов царской фамилии.
3 ноября 1858 года при пожаре в паровозном здании за Обводным каналом паровоз «Вадим» сгорел без возможности восстановления.

## Эксплуатация
Пробег паровоза в верстах по годам эксплуатации
| год  | вёрсты           |
| ---- | ---------------- |
| 1840 | 5675 (с октября) |
| 1841 | 20975            |
| 1843 | 15975            |
| 1844 | 24140            |
| 1845 | 24775            |
| 1846 | 20350            |
| 1847 | 22350            |
| 1848 | 13050            |
| 1849 | 19350            |
| 1850 | 9050             |
| 1851 | -                |
| 1852 | 17175            |
| 1853 | 24300            |
| 1854 | 21925            |
| 1857 | 22900            |
| 1858 | 3250             |